# Jachthaven De Eemhof
Dit overzicht is mogelijk incompleet; u kunt helpen door het uit te breiden.

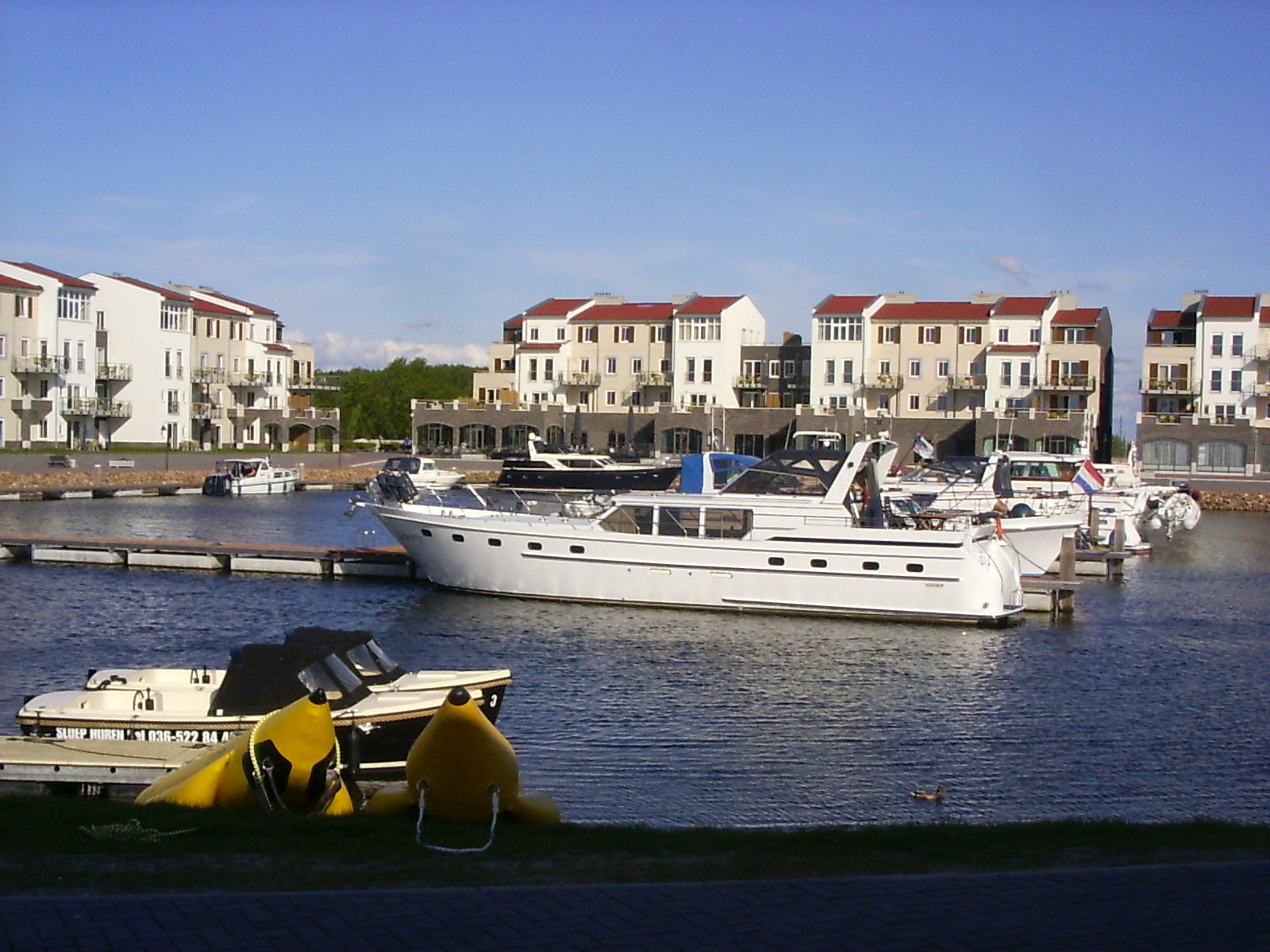
De nieuwe jachthaven

Jachthaven De Eemhof is een jachthaven in de gemeente Zeewolde. De jachthaven ligt tussen het bungalowpark De Eemhof van Center Parcs en het Nijkerkernauw/Eemmeer.
De oostelijke helft wordt gevormd door de gerenoveerde oude jachthaven, de westelijke helft door een nieuwe, luxe jachthaven geopend in 2012 na een voorbereidingstijd van zestien jaar. Eigenaar is Willem Zijl. De nieuwe jachthaven met honderd vakantie-appartementen is geïnspireerd op het Zuid-Franse Port Grimaud. Er is ook een centrum voor nierdialyse gevestigd.
Op bepaalde dagen is er een veerverbinding voor fietsers en voetgangers naar Spakenburg.